# Megaselia irwini
Megaselia irwini är en tvåvingeart som beskrevs av Ronald Henry Lambert Disney 1979. Megaselia irwini ingår i släktet Megaselia och familjen puckelflugor. Inga underarter finns listade i Catalogue of Life.